# 大阪府立守口高等職業技術専門校
大阪府立守口高等職業技術専門校（おおさかふりつもりぐちこうとうしょくぎょうぎじゅつせんもんこう）は、大阪府守口市にかつてあった職業能力開発促進法に基づく職業能力開発校である。

## 沿革
- 1939年 大阪府立傷痍軍人職業補導所が設立される
- 1949年 大阪府立守口公共職業補導所と改称
- 1958年 大阪府立守口職業訓練所と改称
- 1969年 大阪府立守口専修職業訓練校と改称
- 1972年 大阪府立守口高等職業訓練校と改称
- 1987年 現校名となる
- 2013年3月31日 府立高等職業技術専門校再編基本構想（平成14年12月策定）により閉校。代替として同年4月1日に枚方市に大阪府立北大阪高等職業技術専門校が開校。

＾

## 訓練科
- 18歳以上が対象（高等学校卒業レベル）
  - 建築設計製図科
  - インテリアリフォーム科
  - 住環境設備科
  - 測量設計科
- 15歳以上が対象（中学校卒業レベル）
  - 木工科
  - 建築科

## 所在地
- 〒570-0083 大阪府守口市京阪本通2丁目11-18

最寄り駅は、大阪市営地下鉄 太子橋今市駅または守口駅